# Свиридово (Васильковский район)
Свиридово (укр. Свиридове) — село,
Шевченковский сельский совет,
Васильковский район,
Днепропетровская область,
Украина.
Код КОАТУУ — 1220788803. Население по переписи 2001 года составляло 94 человека.

## Географическое положение
Село Свиридово находится в 1-м км от левого берега реки Чаплина,
на расстоянии в 1,5 км от сёл Шевченково и Хуторо-Чаплино.
По селу протекает пересыхающий ручей с запрудой.